# Air Haifa
Air Haifa (estilizado airHaifa; en hebreo: אייר חיפה‎) es una aerolínea low-cost israelí con base de operaciones en el Aeropuerto Internacional de Haifa, a las afueras de la ciudad homónima. Fundada en 2023, ofrece vuelos desde el norte de Israel hacia destinos internacionales cercanos (específicamente en Chipre y Grecia), como también hacia y desde el aeropuerto Ramon (Eilat), en el sur de país.
Es la más reciente y pequeña de las operadoras de vuelos internacionales de Israel (actualmente la cuarta después de El Al, Arkia e Israir; históricamente quinta después de Sun d'Or), y la única jamás en tener su base de operaciones fuera del aeropuerto principal de Israel, Ben Gurión (Tel Aviv). La compañía se ha estructurado en torno a una flota de ATR 72-600, 5 en total (3 ya operativos y 2 a falta de ser entregados).

## Historia y operaciones

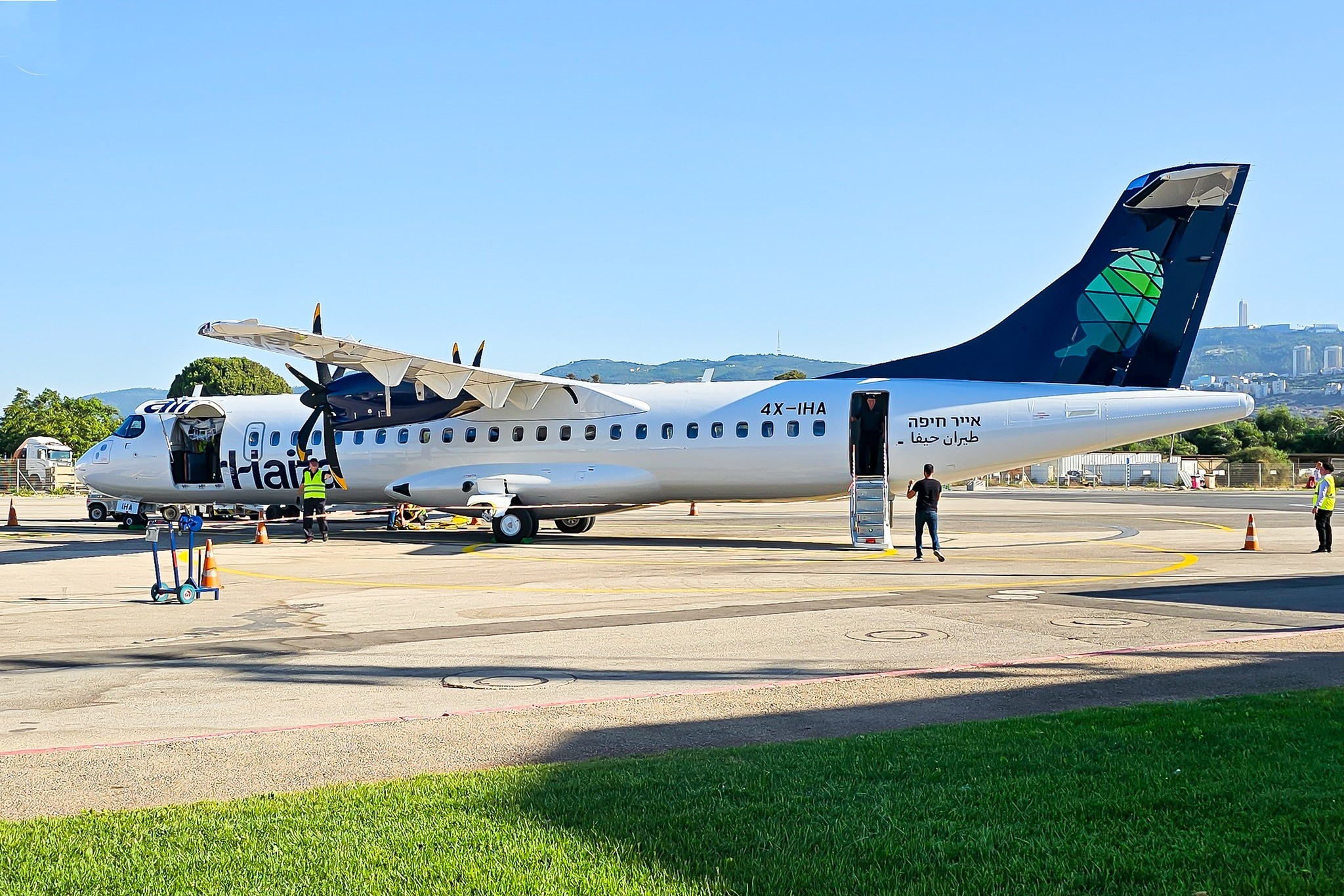
El primer avión de airHaifa (4X-IHA) en el aeropuerto de Haifa.

Air Haifa fue fundada por un grupo de emprendedores y antiguos directivos de la industria aérea israelí, incluyendo al fundador de Palo Alto Networks, Nir Zuk, el ex consejero delegado de El Al, Gonen Usishkin, el presidente de Strauss Group y ex director general del Ministerio de Finanzas, Shai Babad, dos exvicepresidentes de El Al, Michael Strassburger y Lior Yavor, y el ex director general de la naviera nacional ZIM, Rafi Danieli, entre otros. Fue inscrita como entidad jurídica en marzo de 2023 y en el registro de entidades de transportes en septiembre de ese año, después de recibir el permiso del Ministerio de Transportes e Infraestructuras para operar vuelos al exterior. Con ello se convirtió en la primera nueva aerolínea comercial de Israel desde principios de los años 1990.
Durante la elaboración del plan de negocios de la compañía, se decidió basar su flota en los aviones turboprop de fabricación francoitaliana ATR 72-600, tanto por consideraciones de costo-eficacia para los trayectos planeados como por ser adecuados para pistas relativamente cortas, como la del aeropuerto de Haifa. La entrega de la primera aeronave (matrícula francesa F-WWEZ e israelí 4X-IHA) tuvo lugar en julio de 2024, llegada desde la fábrica de ATR a las afueras del Aeropuerto de Toulouse-Blagnac. Las siguientes dos (matriculadas 4X-IHB y 4X-IHC, enviadas también desde Toulouse) fueron entregadas en octubre y diciembre de ese año, la primera tras ser cedida por Garuda Indonesia, su anterior operador, y la segunda fabricada en 2020 pero sin estrenar. Una cuarta unidad, también nueva, será entregada hacia finales de 2025 y una quinta está en proceso de pedido.
La base de operaciones de la aerolínea en el aeropuerto de Haifa sirve tanto como una solución para residentes del norte del país, a la vez que como apoyo al aeropuerto de Ben Gurión en temporada alta (para aliviar la grave congestión de vuelos internacionales que se produce en estas fechas) y para futuros trayectos más largos (cuyo desarrollo dependerá de los planes de ampliación de la única pista del aeropuerto hacia el mar). También se tuvo en consideración el apoyo al turismo en la región de Haifa y el norte del país (3,5 millones de personas). Air Haifa es la primera aerolínea comercial (tanto nacional como internacional) en establecer su base en este aeropuerto. Sin embargo, el estreno de la compañía tuvo lugar en el aeropuerto de Tel Aviv debido a la operación israelí en Líbano de ese año; el primer vuelo se llevó a cabo el 30 de septiembre con destino Eilat, en el sur del país (ciudad turística del mar Rojo muy concurrida en temporada de vacaciones). También su primer vuelo internacional, hacia Lárnaca (Chipre), el 14 de octubre de ese año, despegó desde Tel Aviv.  El estreno de la compañía coincidió con un tiempo en el que las tensiones regionales que acarrearon la cancelación de vuelos de aerolíneas extranjeras hacia Israel, conllevaron a una cifra récord en los ingresos de las aerolíneas israelíes y la expansión de sus rutas. La propia Air Haifa operó en esos días un vuelo desde Tel Aviv a un destino imprevisto: la capital jordana, Amán.
Solo el 22 de diciembre se realizó el primer vuelo de la compañía desde el aeropuerto de Haifa. Consiguientemente se inauguró una nueva línea de transporte público desde la terminal a la estación central de autobuses de la Bahía de Haifa. A principios de enero de 2025 la aerolínea lanzó la ruta Haifa-Atenas con cinco vuelos semanales (ida y vuelta); en junio lanzó su ruta Haifa-Pafos con seis vuelos semanales (después de posponer su inauguración originalmente prevista para abril). Durante  la guerra Irán-Israel, Air Haifa operó «vuelos de repatriación», junto a otras compañías aéreas y marítimas israelíes, desde Lárnaca a Haifa (Chipre sirvió en ese tiempo como lugar de congregación de israelíes venidos de otros países, cuyos vuelos a Israel se habían cancelado debido al conflicto).
Entre los futuros destinos que se barajan se incluyen Turquía y Rumanía.

## Destinos
Base
- Haifa (Aeropuerto Internacional de Haifa)

Nacionales
- Eilat (Aeropuerto Internacional Ramon)

Internacionales
- Atenas (Aeropuerto Internacional Eleftherios Venizelos)
- Lárnaca (Aeropuerto Internacional de Lárnaca)
- Pafos (Aeropuerto Internacional de Pafos)
- Rodas (Aeropuerto Internacional de Rodas-Diágoras)

## Flota
| Aeronave   | En Servicio | Por entregar | Notas |
| ---------- | ----------- | ------------ | --- |
| ATR 72-600 | 3           | 2            | Los 3 aviones en servicio fueron entregados en 2024, dos de ellos sin estrenar y uno adquirido a Garuda Indonesia. Los dos pedidos por entregar serán nuevos o sin estrenar. |